# 全国鮎養殖漁業組合連合会
全国鮎養殖漁業組合連合会は鮎の養殖業者で構成される連合会である。略称は全鮎（ぜんあゆ）。

## 概要

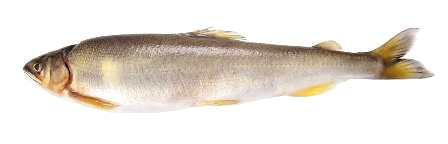
鮎の画像。藻を食べることから独特な香りがし「香魚」とも呼ばれている。

全鮎では、国産鮎を安心安全に食べてもらうための啓蒙活動を、首都圏および日本各地で行っている。

### 『鮎の日』を制定
2014年、6月1日を「鮎の日」と制定した。日本古来の和食文化を代表する鮎の火を消さないために、多くの消費者に呼びかけることが目的である。6月1日が選ばれた理由は、昔から鮎の本格的な旬を迎えるのが6月とされていることから。また、全国的に鮎漁の解禁日が6月1日とされていることが理由である。記念日は一般社団法人・日本記念日協会により認定・登録された。

### 鮎の日のイベント
鮎の日には鮎の無料配布など様々なイベントが催される。2019年には「鮎の日」に合わせ、東京・豊洲市場で初となる「鮎博」（ＮＰＯ法人築地魚市場銀鱗会共催）を開催している。

### 鮎について
初夏の風物詩である「鮎」は、伝統的な和食文化に欠かすことができない。上品で淡泊な味わいから「清流の女王」と呼ばれている。また、川の岩についた藻を食べることから独特な香りがするため「香魚」とも呼ばれている。

## 拠点・連絡先
〒520－0801　滋賀県大津市におの浜4-4-23　水産会館2階　滋賀県淡水養殖漁業協同組合内
「鮎の日」制定当時は和歌山県和歌山市に本部が置かれていたが、現在は上記住所が拠点となっている。